# Intelligence College in Europa
L'Intelligence College in Europe (ICE) è un'entità intergovernativa, indipendente dalle istituzioni dell'Unione Europea, che è stata inaugurata il 5 marzo 2019 a Parigi. Scopo di ICE è riunire tutte le comunità di intelligence (civili, militari, interne, esterne) dei Paesi europei, i decisori nazionali ed europei nonché il mondo accademico, al fine di stimolare il pensiero strategico e sviluppare una cultura comune dell'intelligence.

## La Storia
Nel suo discorso sul futuro dell'Europa tenuto il 27 settembre 2017 alla Sorbona, il Presidente della Repubblica francese, Emmanuel Macron, ha proposto la creazione di una "Accademia europea dell’intelligence", che funga da crogiolo per l'emergere di una cultura strategica comune.
In particolare, ha affermato: "Ciò di cui l'Europa ha maggiormente bisogno oggi, questa Europa della Difesa, è una cultura strategica comune. [...] Non abbiamo le stesse culture, siano esse parlamentari, storiche o politiche, né abbiamo le stesse sensibilità. E non cambieremo questo in un giorno. Ma propongo fin d'ora di cercare di costruire insieme questa cultura, proponendo un'iniziativa europea [...] volta a sviluppare questa cultura strategica condivisa. [...] Vorrei quindi che venisse istituita un'Accademia europea di intelligence per rafforzare i legami tra i nostri Paesi attraverso attività di formazione e scambio”. Emmanuel Macron ha ribattezzato questa iniziativa "Intelligence College in Europe" in occasione dell'evento inaugurale che si è tenuto a Parigi il 5 marzo 2019. L'incontro ha riunito rappresentanti di alto livello di 66 servizi di intelligence di 30 Paesi europei: i 27 Stati membri dell’UE oltre a Norvegia, Regno Unito e Svizzera.
Il 26 febbraio 2020, 23 Stati si sono riuniti a Zagabria per firmare la lettera d'intenti che formalizza la nascita dell'Intelligence College in Europe, definendo un quadro di governance. I 23 Stati sono: Austria, Belgio, Croazia, Cipro, Repubblica Ceca, Danimarca, Estonia, Finlandia, Francia, Germania, Ungheria, Italia, Lettonia, Lituania, Malta, Paesi Bassi, Norvegia, Portogallo, Romania, Slovenia, Spagna, Svezia e Regno Unito.
Dei 30 Paesi che si sono incontrati inizialmente a Parigi il 5 marzo 2019, sette hanno scelto di avere uno status di partner, che è meno restrittivo ma che consente comunque di partecipare a determinate attività: Bulgaria, Grecia, Irlanda, Lussemburgo, Polonia, Slovacchia e Svizzera. Questi Paesi potranno diventare membri del College firmando la Lettera d'intenti.
Nel maggio 2023, la Bulgaria è entrata a far parte del Collegio come membro a pieno titolo.

## Organizzazione
L'Intelligence College in Europe opera sulla base di un'organizzazione a tre livelli, che comprende:
- il Comitato direttivo - organo decisionale che rappresenta i Paesi membri,
- la Presidenza - detenuta da un Paese a rotazione annuale e assistita da una Troika che comprende la presidenza precedente e quella successiva,
- il Segretariato permanente - responsabile dell'attuazione delle decisioni, con sede presso l'Ecole Militaire di Parigi.

Elenco delle presidenze dell'Intelligence College in Europe:
- Croazia - Daniel Markić (2020),
- Regno Unito - Beth Sizeland (2021),
- Italia - Elisabetta Belloni] (2022),
- Romania - Adrian Ivan (2023).

Direttori del Segretariato permanente:
- Yasmine Gouedard (2020-2022)
- François Fischer] (dal 2022)

## Missioni
L'Intelligence College in Europe mira a stimolare il pensiero strategico, sviluppando una cultura comune dell'intelligence attraverso:
- la promozione e la condivisione di esperienze e culture professionali;
- l’attività di sensibilizzazione sulle questioni di intelligence;
- la sinergia tra il mondo accademico, le comunità di intelligence e la società civile.

## Le attività
Il College propone tre tipi di attività, organizzate dai Paesi membri:
- Seminari e webinar tematici
- Attività di divulgazione
- Programma accademico.

Per portare avanti queste attività, ICE è supportato da una rete accademica dedicata.